# Trận Torgau
Trận Torgau là một trận đánh lớn trong chiến tranh Schlesien lần thứ ba và chiến tranh Bảy năm, diễn ra vào ngày 3 tháng 11 năm 1760 trên mạn tây bắc Sachsen (Đức). Tại trận này gần 5 vạn quân Phổ do đích thân vua Friedrich II chỉ huy đã đánh bại một đạo quân lớn hơn của Áo do thống chế Leopold von Daun chỉ huy. Đây là một trong những trận giao tranh khốc liệt nhất thời chiến tranh Bảy năm, với tổng số quân tham chiến thiệt mạng, thương tật và bị bắt lên đến khoảng 32587 – 40687 người. Với kết quả của trận Torgau, quân đội Phổ đã ngăn chặn được kế hoạch của bộ chỉ huy Áo nhằm chiếm lại hầu hết Sachsen trong mùa đông năm 1760; tuy nhiên, để đạt được chiến thắng này người Phổ cũng chịu thiệt hại lớn đến mức sau trận đánh, họ không thể phát triển tấn công vào những vùng đã bị quân Áo chiếm ở miền nam Sachsen.

## Bối cảnh
Tháng 6 năm 1760, quân chủ lực Áo mở cuộc tấn công vào tỉnh Schlesien trên biên giới Phổ-Áo. Quân đồng minh ban đầu chiếm được một số huyện và thị trấn phía nam Schlesien, nhưng đà tiến của họ bị chùn lại khi vua Phổ Friedrich II đè bẹp cánh quân Áo của tướng Ernst von Laudon trong trận Liegnitz ngày 16 tháng 8. Quân chủ lực Áo lui về hướng nam Schlesien, và tại đây thống chế Áo Leopold von Daun đã bố trí lực lượng trên một địa hình rừng rậm hiểm trở, khiến Friedrich không dám triển khai tấn công chiếm lại vùng phía nam Schlesien. Trong lúc quân chủ lực Phổ và Áo đang chôn chân ở Schlesien, một lực lượng liên minh Nga-Áo gồm 33 nghìn quân của Franz von Lacy và Gottlieb Heinrich Totleben đã đánh thốc vào thủ đô Berlin. Liên quân Nga-Áo đã chiếm được Berlin sau những trận đánh từ ngày 5 đến ngày 7 tháng 10 năm 1760. Sau khi nhận tin Berlin thất thủ, Friedrich II vội vã điều quân từ Schlesien về cứu thủ đô. Động thái này buộc quân liên minh rút bỏ Berlin vào ngày 11 tháng 10. Quân Nga lui về Ba Lan và không còn hoạt động quân sự lớn nào trong năm 1760.

### Cục diện ở Sachsen
Sachsen là một nước chư hầu của Áo trong Đế quốc La-Đức, đã bị quân đội Phổ thôn tính từ năm 1756. Năm 1759, quân đội La-Đức đã chiếm lại thủ phủ Dresden cùng một số vùng khác ở miền nam Sachsen. Từ đây, đầu tháng 8 – tháng 10 năm 1760, 35 nghìn quân La-Đức của tướng Zweibrücken-Birkenfeld phát triển tấn công vào Sachsen và đánh bại quân 12 nghìn quân Phổ do trung tướng Johann von Hülsen chỉ huy. Với nguồn tài lực, vật lực dồi dào của mình, Sachsen là một địa bàn rất quan trọng cho việc nuôi sống quân đội và kinh tế Phổ thời chiến. Vì lẽ đó, bộ chỉ huy Áo quyết định tập trung phần lớn binh lực đánh chiếm Sachsen vào tháng 10 năm 1760. Ngay sau khi Friedrich rời khỏi Schlesien, Daun đã giao cho Laudon cầm 3 vạn quân trấn giữ phía nam Schlesien, rồi Daun tự mình đem 35 nghìn quân sang đánh Sachsen. Ngày 13 tháng 10, Daun vượt biên ải Schlesien – Sachsen; 9 ngày sau đó ông ta hội quân với 18 nghìn quân của Lacy vừa rút khỏi Berlin, nâng quân số quân đội Áo ở Sachsen lên 53 nghìn người và 275 đại bác. Bộ chỉ huy Áo dự định chiếm phần lớn Sachsen trong mùa đông năm 1760.

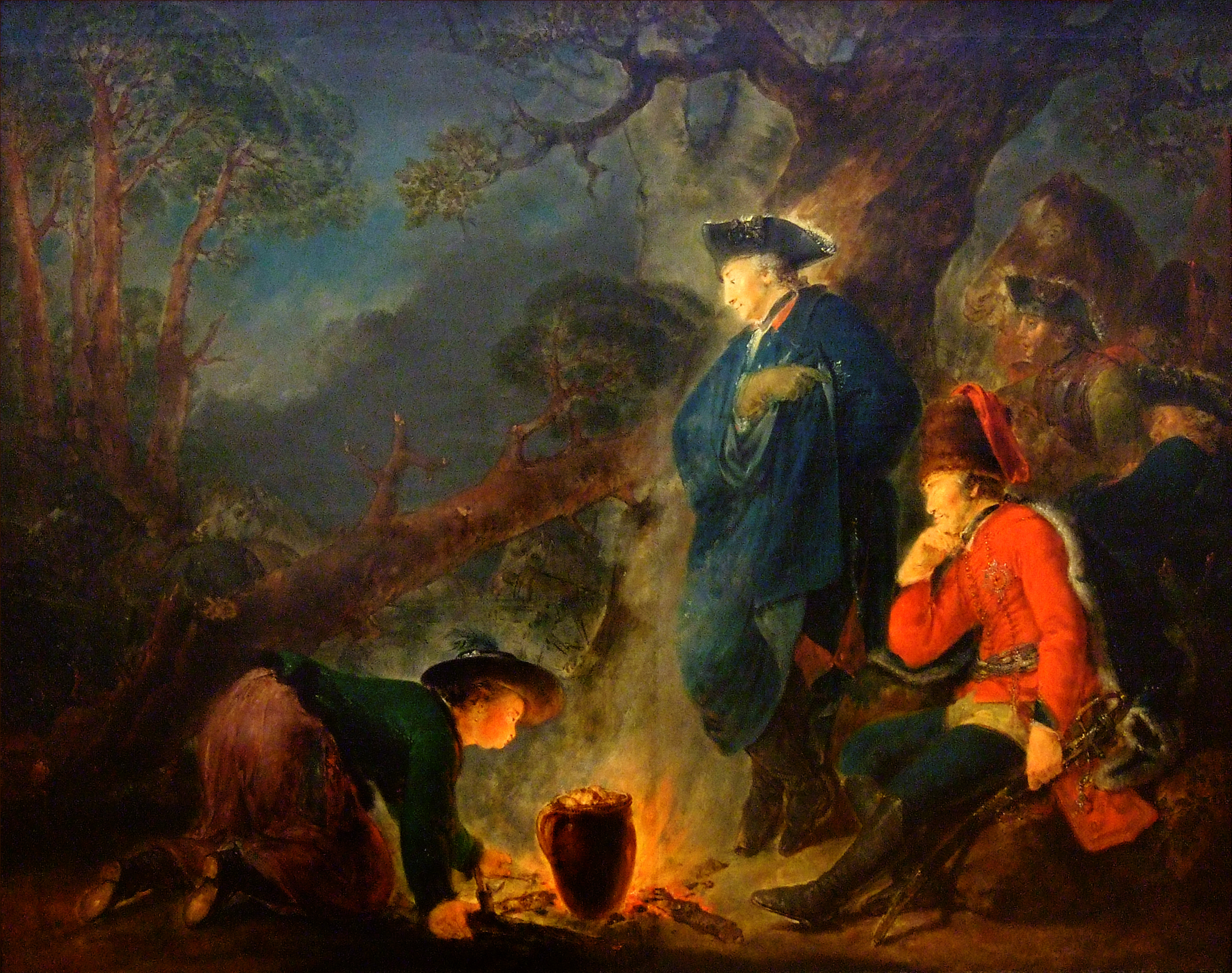
Friedrich II và Ziethen trong đêm trước trận Torgau, tranh của Bernhard Rode.

Friedrich kiên quyết không để mất các lãnh thổ trù phú của Sachsen; và do vậy, ông ta hành quân cấp tốc về Sachsen ngay sau khi quân địch rời khỏi Berlin. Ngày 22 tháng 10, Friedrich đến bờ đông sông Elbe; quân của Zweibrücken lúc đó đang đóng trại trên bờ tây, nhưng họ chưa đánh đã vội chạy về Düben. Ngày 26 tháng 10, Friedrich vượt sông Elbe và hội quân với Hülsen, nâng quân số quân chủ lực Phổ lên 48500 người và 246 đại bác. 3 ngày sau, Friedrich xua quân đánh vào Düben, buộc quân đội La-Đức phải chạy tới Leipzig. Đến ngày 30 tháng 10, quân đội Phổ đã chiếm được Leipzig, quân đội La-Đức rút lui vào Mähren (Áo) và coi như bị loại khỏi chiến trường Sachsen. Quân đội Áo cũng lui từ Eilenburg về cố thủ pháo thành Torgau trên hướng tây bắc Sachsen. Tại đây, Daun đã phân bố quân chủ lực của mình trong một tuyến phòng thủ kiên cố trên cao nguyên Süptitz phía tây Torgau. Ông ta cắm quân chính diện đằng sau một mạng lưới ao hồ và vũng lầy chằng chịt phía nam cao nguyên. Trong khi đó, cánh phải (cánh tây) của Áo được bố trí trên khu vực cao nhất của cao nguyên, nằm về hướng bắc làng Süptitz và tiếp giáp với khu rừng rậm Dommitscher ở phía tây; còn cánh trái (cánh đông) được đặt tiếp giáp với hồ Grosse Teich.. Trên hướng đông trận địa, Daun bài trí binh đoàn của Lacy trên vùng đồng bằng giữa cao nguyên với Torgau để bảo vệ đường rút của người Áo.
Trong các ngày 2 – 3 tháng 11, Friedrich tiến quân về Torgau với hy vọng sẽ đánh bại quân đội Áo bằng một trận quyết chiến và thu hồi toàn bộ Sachsen. Sau khi nghiên cứu địa hình khu vực, Friedrich nhận định rằng cả việc tấn công trực diện lẫn tấn công ngang sườn đều bất khả thi. Do đó nhà vua đem 32 nghìn quân bí mật đi xuyên qua các rừng Dommitscher sau đó vòng lên mạn bắc và đột kích vào lưng phòng tuyến địch. Friedrich tiên liệu rằng đoàn quân của ông sẽ áp sát hậu quân Áo vào cuối trưa ngày 3 tháng 11. Đồng thời, để thu hút sự chú ý của người Áo khỏi cánh tây, Friedrich ra lệnh cho thượng tướng kỵ binh Hans Joachim von Ziethen đem 18 nghìn quân đánh nghi binh vào cánh đông của Áo tại thời điểm cuối trưa ngày 3 tháng 11.

## Trận đánh
Lúc 6h30 sáng ngày 3 tháng 11 năm 1760, quân chủ lực Phổ khởi hành di chuyển vào rừng Dommitscher. Quân Phổ được chia làm 3 cánh: cánh quân thứ 1 do Friedrich trực tiếp chỉ huy và cánh quân thứ 2 do Hülsen chỉ huy có lực lượng chủ yếu là bộ binh; cánh quân thứ 3 do quận công Holstein-Gottorp chỉ huy bao gồm chủ yếu là kỵ binh. Quân Phổ hành quân đến cuối buổi sáng thì bắt gặp một số đơn vị kỵ binh và bộ binh Áo trong rừng Dommitscher. Hai bên xông vào giao chiến và quân Phổ chiếm ưu thế, nhưng số lính Áo còn sống sót đã chạy về doanh trại và cấp báo cho Daun về sự hiện diện của quân Phổ gần hướng tây phòng tuyến quân Áo. Ngay lập tức, Daun rút 6 tiểu đoàn từ chính diện sang hướng tây và 12 tiểu đoàn khác sang hướng bắc, đặng ngăn chặn Friedrich đánh vu hồi vào cánh phải hoặc sau lưng quân Áo. Đồng thời, Daun cũng quan sát thấy binh đoàn Phổ của Ziethen đang di chuyển về hướng đông nam trận địa. Do đó, viên thống chế Áo giữ lại một số các đơn vị chủ lực ở mặt nam cao nguyên Süptiz, đồng thời căn dặn lực lượng này và binh đoàn của Lacy phải "cảnh giác cao độ". Những thay đổi của Daun đã làm phòng tuyến quân Áo trở nên giống như một hình tam giác có 1 cạnh bên đối diện với hướng bắc, 1 cạnh bên đối diện với hướng nam và 1 cạnh đáy ở hướng tây.

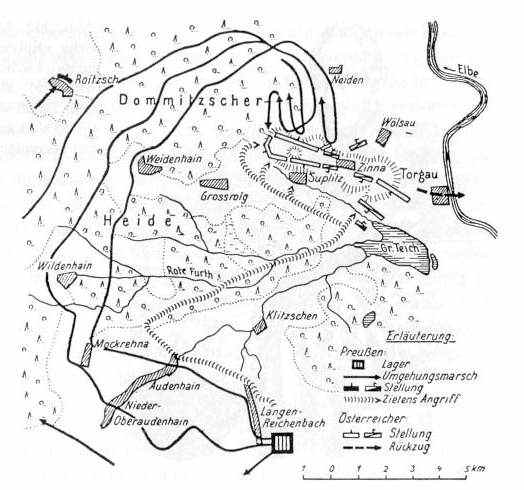
Lược đồ trận kịch chiến tại Torgau.

Không lâu sau 13h, cánh quân của Friedrich trở thành cánh quân đầu tiên ra khỏi rừng Dommitscher. Friedrich đi trinh sát và phát hiện Daun đã tập trung binh lực dày đặc ở mặt bắc phòng tuyến quân Áo. Điều này có nghĩa là cuộc tấn công của quân chủ lực Phổ sẽ mang bản chất của một cuộc tấn công trực diện lên hướng bắc cao nguyên Süptiz chứ không phải là một đòn đột kích bọc hậu. Ở giữa cánh phải của Daun và vùng ngoại ô Torgau có địa hình bằng phẳng phù hợp với lối cơ động của quân Phổ hơn, nhưng Friedrich không dám đánh vào chỗ này vì sợ bị các binh đoàn của Daun và Lacy kẹp từ hai bên sườn. Do đó Friedrich quyết định đánh thẳng vào mặt bắc phòng tuyến quân chủ lực Áo; nhưng trước khi xuất kích, nhà vua cần chờ tin Ziethen tung đòn mồi nhử vào mặt nam trận địa địch. Lúc gần 14h, Friedrich nghe thấy tiếng đại bác từ hướng nam. Tin rằng Ziethen đã bắt đầu tấn công, Friedrich lập tức tung 10 tiểu đoàn bộ binh xung kích thiện chiến nhất của mình đánh thốc lên cao nguyên. Thấm nhuần bài học từ các Praha và Kolín, lính bộ Phổ hành quân bài bản, kết hợp lúc di chuyển, lúc bắn những loạt đạn tập trung. tuy nhiên, hỏa lực tập trung của bộ binh và đặc biệt là pháo binh Áo đã biến cuộc tấn công này thành một thảm họa cho người Phổ: chỉ trong nửa giờ đồng hồ giao chiến, quân Phổ đã thiệt hại mất 5 nghìn người – con số này chiếm đến 2/3 lực lượng tấn công của Friedrich. Đến cả Friedrich, khi đang đi cùng các đơn vị tiên phong, cũng phải thốt lên rằng những loạt đạn đại bác Áo thật "khủng khiếp" và hỏi có ai đã nghe thấy âm thanh nào như thế. Tàn quân của 10 tiểu đoàn bộ binh Phổ cắm đầu chạy thẳng vào đội hình các trung đoàn sau lưng. Thừa thắng, quân Áo xông lên phản kích nhưng lại bị quân Phổ đẩy lui.
Sau những diễn biến nói trên, cánh quân Phổ của Hülsen đã tiếp cận được trận địa. Friedrich huy động các đơn vị dự bị trong cánh quân của mình cùng với 12 tiểu đoàn của Hülsen mở đợt tấn công thứ hai vào phòng tuyến quân Áo. Lần này quân Phổ chiếm được một số cao điểm và tịch thu một số khẩu đại bác Áo. Daun tự mình dẫn quân phản kích vào các vị trí bị mất. Quân Phổ ban đầu chặn được bộ binh Áo; và phải đến khi Daun xua kỵ binh đánh ập vào chính diện và sườn của họ, quân Phổ mới tháo chạy vào rừng Dommitscher. Đến 15h30, cánh quân kỵ binh Phổ của Holstein-Gottorp tiến vào trận địa. Thoạt tiên, Holstein dùng 3 trung đoàn kỵ binh nặng tung một đợt công kích mới lên phòng tuyến Áo. Trung đoàn thiết kỵ Schmettau đã đánh tan một trung đoàn khinh kỵ Áo, trong khi 2 trung đoàn long kỵ Bayreuth và Jung-Platen giáng mạnh vào các đơn vị bộ binh phía tây bắc đội hình quân Áo. Quân long kỵ Phổ đã tiêu diệt được trung đoàn bộ binh Durlach; nhưng chẳng bao lâu sau, tướng Áo Löwenstein đưa quân bộ binh dự bị ra ứng chiến và chặn được đà tiến của kỵ binh Phổ. Trong lúc đó, các đơn vị kỵ binh còn lại của Holstein giao chiến với lực lượng kỵ binh Áo trên hướng đông bắc phòng tuyến của Daun. Cuộc chiến ở khu vực này kết thúc khi tướng Áo Karl O'Donnel kéo 4 trung đoàn thiết kỵ lên phản công hất quân Phổ khỏi cao nguyên. Khoảng 16h30, lợi thế xem chừng đã nghiêng hẳn sang phía người Áo. Bản thân Friedrich đã bị trọng thương và phải được đưa khỏi trận địa để điều dưỡng ở làng Elsnig.. Tướng Hülsen thay ông ta chỉ huy quân chủ lực Phổ. Daun cũng bị trúng đạn vào chân từ đầu chiều, nhưng ông ta ở lại chỉ huy trận đánh cho tới khi bẻ gãy được đợt tấn công thứ ba của quân Phổ. Cuối chiều, Daun rời khỏi trận tuyến và giao quyền chỉ huy cho tướng Adolf von Buccow, nhưng không lâu sau đó Buccow cũng bị thương nặng và O'Donnel trở thành chỉ huy quân Áo tại Torgau.
Sau khi tách khỏi cánh quân chủ lực của Friedrich trong buổi sáng, cánh quân Phổ của Ziethen đã vượt qua các rừng phía nam nam Torgau để tập kích cánh trái quân chủ lực Áo trên đồng bằng giữa cao nguyên Süptiz với Torgau. Tuy nhiên, một điều mà Ziethen không ngờ tới đó là trận tuyến quân Áo trên hướng này đã được binh đoàn của Lacy kéo dài về hướng đông nam. Do vậy, trong lúc Ziethen chưa kịp tấn công cánh trái của Daun, quân tiền vệ Phổ đã gặp phải hỏa lực đại bác của Lacy vào khoảng 1h – 2h. Ziethen sai pháo binh bắn trả nhưng không cho lực lượng chính của mình xuất chiến. Đến khoảng 4h, Ziethen ngừng pháo kích và chuyển hướng sang phía tây bắc để đánh vào mặt nam phòng tuyến quân chủ lực Áo. Ziethen mở 2 đợt tấn công lên cao nguyên nhưng đều bị quân Áo đập tan. Quân Phổ chịu thương vong rất lớn và không thể vượt các đầm lầy trước mặt phòng tuyến Áo.
Vào cuối buổi chiều, Friedrich sai trung sứ đi về phía nam để đưa lệnh cho Ziethen. Trên đường đi, viên trung sứ nhìn thấy một con đường đắp cao dẫn thẳng lên cao nguyên Süptiz. Con đường đó nằm giữa 2 hồ nước ở góc phía tây nam của cao nguyên, và không hề được quân Áo chốt giữ. Trung sứ đã thông báo về sự phát hiện này cho thượng tá Wichard von Möllendorf thuộc lữ đoàn Vệ binh, sau đó Möllendorf lại báo cho thủ trưởng lữ đoàn Vệ binh Friedrich von Saldern. Ziethen, Saldern và Möllendorf nhất trí đem lữ đoàn Vệ binh vượt đường đắp cao và đánh thọc vào sườn phía tây của Daun. Quân Áo trên hướng này đã bị suy yếu nghiêm trọng do các đơn vị thiện chiến nhất của họ đã được điều lên mạn bắc để ngăn chặn mũi chủ công của Friedrich. Cuộc tấn công của Ziethen nhanh chóng giành thắng lợi, quân Phổ đã chiếm được khu vực cao nhất của cao nguyên Süptitz và đánh bại một cuộc phản kích mạnh của tướng Á Wied. Sau khi nghe thấy tiếng đại bác từ hướng tây trận địa, Hülsen tung một đòn tấn công mới vào mặt bắc phòng tuyến quân Áo. Dưới sức ép mạnh mẽ của quân Phổ từ 2 phía bắc và nam, bộ chỉ huy Áo quyết định bỏ cao nguyên Süptiz vào khoảng 21h – 22h, O'Donnel rút toàn bộ binh lực về hướng Dresden. Tại thời điểm đó, binh đoàn của Lacy hầu như chưa bị sứt mẻ, nhưng viên tướng thận trọng này quyết định theo chân quân chủ lực rút lui qua sông Elbe.

## Kết cục
Trận Torgau kết thúc với thất bại không nhỏ của quân đội Áo. Quân Phổ đã chọc thủng được một trong những tuyến phòng thủ mạnh nhất của Áo trong chiến tranh Bảy năm, đồng thời làm phá sản kế hoạch của bộ chỉ huy Áo nhằm chinh phục phần lớn Sachsen trong mùa đông 1760. Tổn thất của phía Áo lên tới 15897 sĩ quan và binh sĩ, trong đó có xếp xỉ 2 nghìn người thiệt mạng và 1 vạn người khác bị bắt làm tù binh. Quân Phổ cũng tịch thu 49 cỗ pháo và 30 cờ hiệu làm chiến lợi phẩm. Tuy nhiên, quân Phổ đã đổi lấy chiến thắng bằng một cái giá cực kỳ đắt: đại úy Georg von Behrendost – sĩ quan trợ lý của Friedrich II – đã thống kê thiệt hại của quân Phổ là 16600 người tử trận, bị thương hoặc bị bắt; nhưng sử gia Hans Bleckwenn vào năm 1978 đã ước tính tổn thất nhân mạng của Phổ lên tới 24700 người. 2 số liệu này đều cho thấy thương vong của quân Phổ lớn hơn cả quân Áo. Sau trận Torgau, quân đội Áo rút lui an toàn về Dresden và trú đông tại đây. Do quân Phổ đã tiêu hao nhiều binh lực và không còn đủ sức đánh lớn, Friedrich hủy bỏ kế hoạch chiếm lại Dresden và miền nam Sachsen. Quân đội Phổ trú đông ở miền trung Sachsen và Schlesien cho đến hết năm 1760.